# Fanfare du Loup
Pour les articles homonymes, voir fanfare (homonymie).
La fanfare du Loup, dès 2008 la Fanfareduloup Orchestra, est un orchestre de jazz et de musique improvisée. Il est fondé formellement en 1996 sur la base d’un groupe existant depuis 1978, basé à Genève.

## Présentation
La fanfare du Loup est composée de 13 musiciens-improvisateurs-compositeurs : Christophe Berthet, Yves Cerf, Monika Esmerode, Raul Esmerode, Maël Godinat, Christian Graf, William Bill Holden, Ian Gordon-Lennox, Yves Massy, Massimo Pinca, Jean- Luc Riesen, Marco Sierro, Bernard Trontin. Philippe Clerc coordonne cette fanfare qui est qualifiée de « démocratie chromatique » dans Le Nouvelliste en 2014.
Le groupe se nourrit d'influences multiples, il joue sur scène mais aussi dans des fêtes populaires, des bals ou des festivals, ainsi que pour d'autres metteurs en scène. En petite formation, il se produit également lors de bals, de parades ou en spectacles avec le théâtre du Loup et la compagnie Jean-Louis Hourdin. Son répertoire inclut mambos, valses, rhythm and blues mais aussi les 10 marches pour manquer la victoire et Le tribun du compositeur contemporain Mauricio Kagel. 

## Historique
Dès 1978, il s’agit d'abord d'accompagner le Théâtre du Loup, la fanfare est alors chargée d'annoncer les spectacles par des parades, elle est créée à l'initiative d'Eric Jeanmonod et Sandro Rosetti,. 
La Fanfare du Loup se constitue en association autonome en 1996. La Fanfare parade pour la première fois dans les rues de Genève le 29 juin 1978. Elle est présente au Festival du Bois de la Bâtie.
En 1979 à 1989, la Fanfare est visible essentiellement lors de parades et de bals, elle participe au Festival du Bois de la Bâtie et au Bal masqué de l'AMR. Un premier disque vinyle sort à l’occasion du 10e anniversaire du Théâtre du Loup, avec la création de Happy Birthday To Loup. Dès 1990, la fanfare s'est associée à de nombreux spectacles de la Compagnie Jean-Louis Hourdin : création d'un bal à la Comédie de Genève Besame mucho. En 1996 sort le CD Pic Nic Mambo et en 1999 Novecento. Deux CDs sortent en 2002 : L’Île du Cabotin et Hors de portées.
En 2014,la Fanfare joue à Monthey après une semaine de résidence à l’Atelier du Raccot à Malévoz. Pour les 20 ans du groupe, fin 2016, un sujet passe à la télévision intitulé La Drôle de Fanfare. La Fanfare va à la rencontre de la jeune génération en 2022 avec « Hip-Hop ».
La Fanfare du Loup est membre de l’association des usagers de l’Alhambra (ADUDA).

## Discographie
- Fanfare et Théâtre du Loup, Plainisphare, 1988 [PNS 2]
- Pic Nic Mambo , Plainisphare, 1996[PNS 1]
- Novecento, Plainisphare, 1999 [PNS 3]
- Lîle du Cabotin, Plainisphare, 2001 [PNS 4]
- Hors de Portées, Plainisphare, 2002 [PNS 5]
- Frankenstein, un cadavre exquis, LABELOUP, 2007 [PNS 6]
- oh!, LABELOUP, 2008 [PNS 7]
- Poursuite, LABELOUP, 2010 [PNS 8]
- Bals, LABELOUP, 2011 [PNS 9]

## Manifestations

### Concerts et spectacles avec le Théatre du Loup
Spectacles dans les années 1980s et 1990s (Le Bal tragique, Sotto la Scala, hommage à Charlie Chaplin, Recherche éléphants, souplesse exigée, Haut les masques). Concerts dans les années 1990s, dont Le Bal Perdu créé en 1993 (repris en 1997 à Zurich, en 1998 à Besançon et à l’Expo 98 de Lisbonne), Quartier Libre, Casimir et Caroline, Farces, El Halia et un hommage à Brassens.

### Concerts et spectacles de la Fanfare du Loup
Des membres de la formation ont participé à Boum, un opéra bruyant avec le Ballet du Grand Théâtre de Genève à l’Alhambra en 2004. 
Hors de portées en 2001 au Théâtre de l'Orangerie (reprise en 2002 au Théâtre Am Stram Gram et au Festival International des Théâtres Francophone en Limousin), Brut de fanfare en 2002 (avec l'orchestre à vent d'Annemasse), La chèvre de M. Seguin en 2002 au Théâtre du Loup ( reprise au Festival Les Jardins musicaux à Cernier et au Festival Amadeus à Genève), Le chœur en Fanfare en 2003 (avec le chœur Arte Musica), Le Tribun - 10 marches pour manquer la victoire en 2004 (avec Jean-Louis Hourdin, en coproduction).

### Autres spectacles
Création avec Jean-Luc Bideau en 1995 de Hôtel de l’Ours et des Anglais réunis (concerne Michel Simon), repris en 1999. Création en 2000 avec la Compagnie 100% Acrylique de On achève bien les chevaux (adaptation du roman d'Horace McCoy),. Spectacle avec le Wind Band de Neuchâtel en 2006. Présence au Fest’hiver au Café du Soleil à Saignelégier en 2007.

### Parades, défilés et autres manifestations
La première parade a lieu en 1978, nommée la Parade du Père Fouettard. D’autres participations comprennent : le spectacle lacustre dans le cadre du 700e anniversaire de la Confédération en 1991 (Viva la Musica, collaboration avec l'AMR), la Parade des éléphants sur la Plaine de Plainpalais en 1993, le défilé du Sechseläuten à Zurich (char créé par Gérald Poussin), l’accueil officiel de Ruth Dreifuss (première présidente de la Confédération) en 1998, ainsi que des concerts durant l’Exposition nationale suisse de 2002 sur plusieurs arteplages.

### Festivals
La Fanfare participe aux Festival Jazz AMR à Genève en 1989, et au « Onze plus » à Lausanne en 1997. Elle crée 9 contretemps pour fanfare au festival Archipel de Genève en 1998.

### Films
- Composition de la musique d’un documentaire sur l’Art Brut Génies Modestes - Coproduction Point du Jour-Arte, juin 2000